# Esfalerita

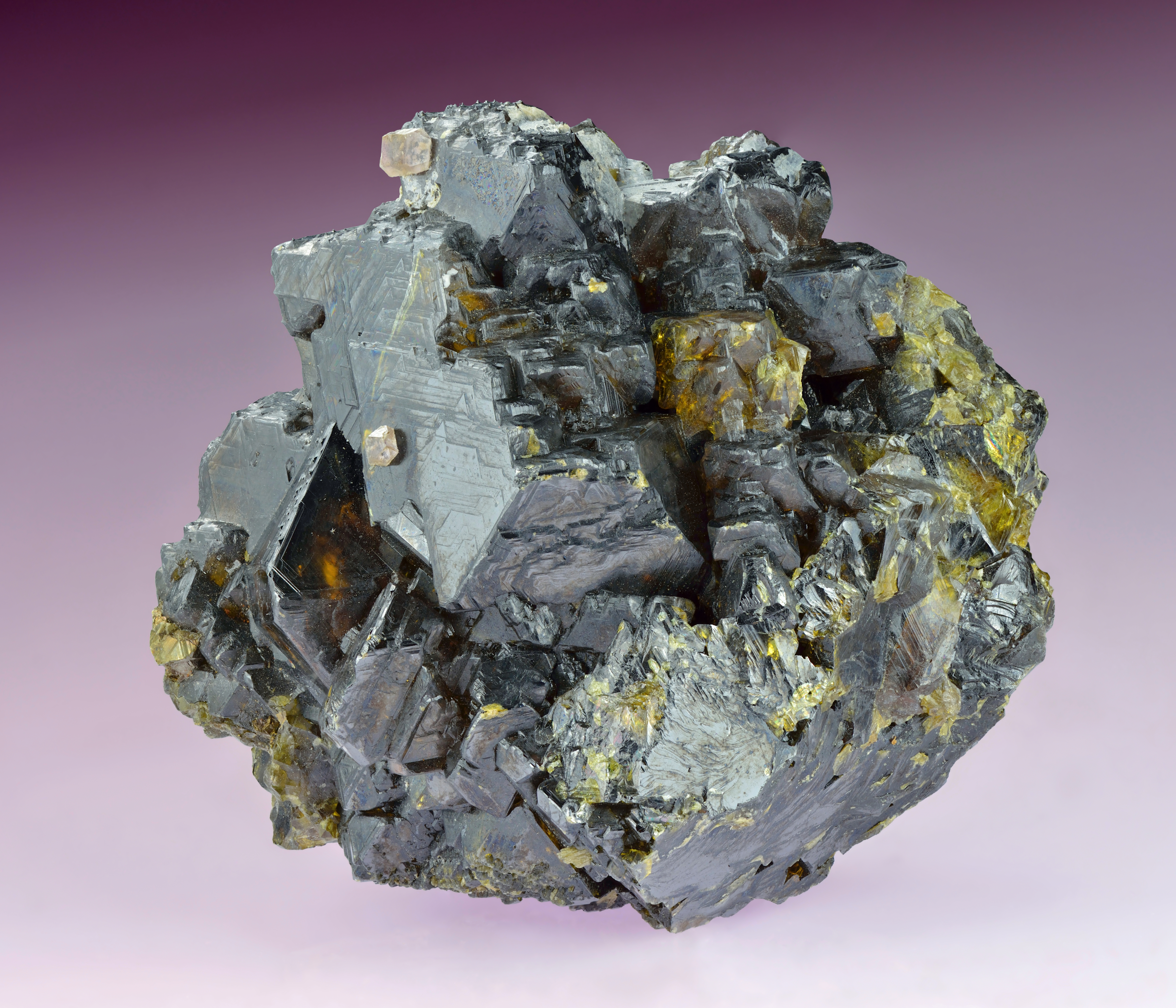
Exemplo de esfalerita.

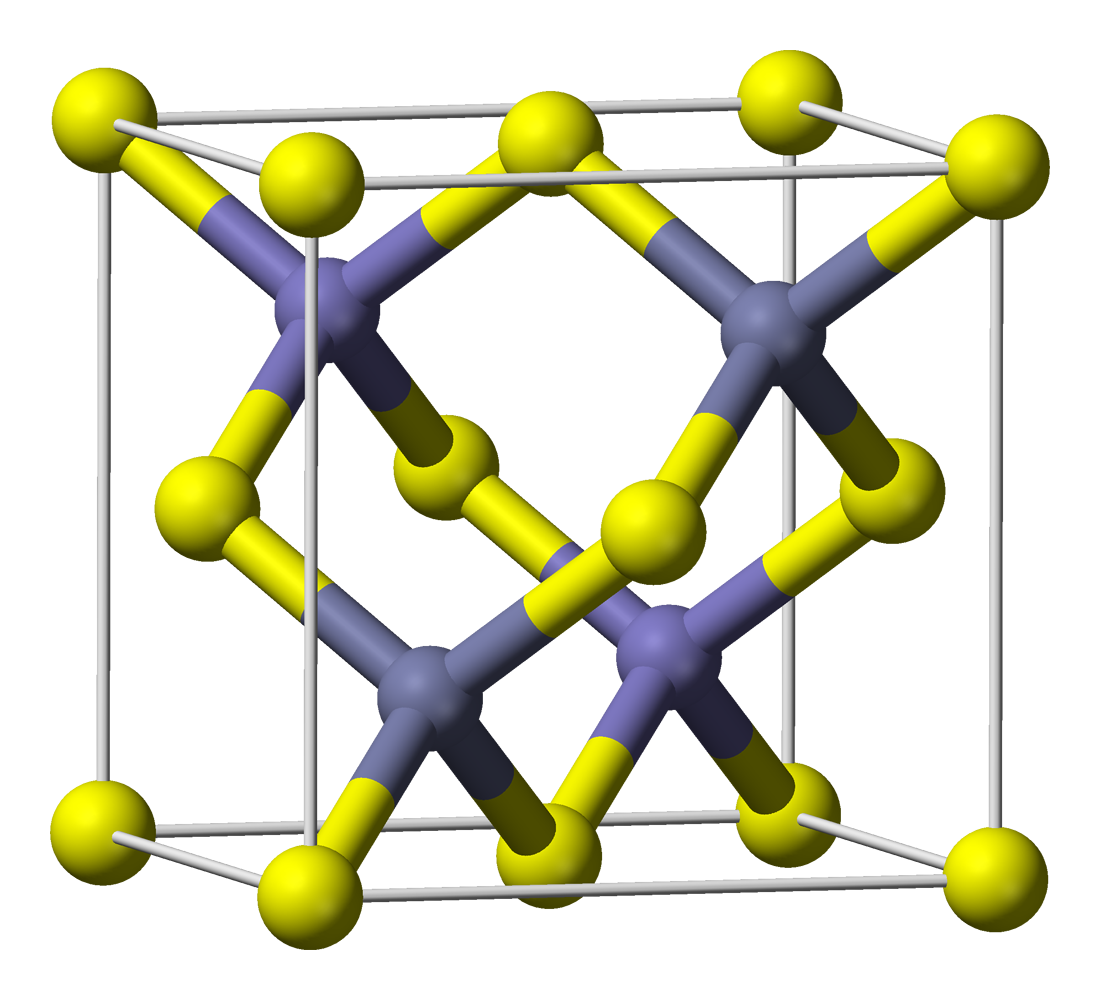
Estrutura da esfalerita.

A esfalerita, esfalerite ou blenda ((Zn, Fe)S) é um mineral composto por sulfeto de zinco. O seu nome provem do alemão blender, enganar, por se confundir com a galena devido ao seu aspecto similar. Também é chamada esfalerita, que vem do grego sphaleros, enganoso, por não ter a aparência comum aos sulfetos. Cristaliza no sistema isométrico.
A denominação blenda não é recomendável porque é usada também para outros minerais. O nome esfalerita é frequentemente grafado erroneamente esfarelita.
A esfalerita cristaliza geralmente em tetraedros, às vezes dodecaedros. É marrom, preta, amarela, branca, verde, marrom-esverdeada, marrom-amarelada ou marrom-avermelhada. Tem traço marrom-claro a amarelo, brilho resinoso a adamantino, clivagem dodecaédrica perfeita e é muito frágil. Dureza 3,5 a 4,0 na escala de Mohs e densidade 3,50 a 4,20. É muito comum, ocorrendo em geral com galena em jazidas de origem hidrotermal.
É o principal minério do zinco, sendo usada para obter também vários outros elementos e também como gema.